# Peter Lorre
Peter Lorre, původním jménem László Löwenstein (26. června 1904, Ružomberok – 23. března 1964, Los Angeles), byl americký herec a režisér židovského původu narozený na území dnešního Slovenska.

## Život a kariéra
Narodil se v židovské rodině v Ružomberku. Když mu byly čtyři roky, jeho matka zemřela. Roku 1913 se rodina přestěhovala do Vídně, kde absolvoval základní a střední školu. Zde začal také s herectvím, když navázal spolupráci s vídeňským umělcem Richardem Teschnerem. Spolu působili kromě Vídně i ve Vratislavi a Curychu.
V roce 1920 přišel do Berlína, kde poznal Bertolda Brechta a účinkoval v jeho hře Happy End. Zde přijal umělecké jméno Peter Lorre.
Po nástupu nacismu v Německu v roce 1933 Lorre odešel nejdříve do Paříže a později do Londýna. V Londýně potkal režiséra Alfreda Hitchcocka, který ho obsadil do svého filmu Muž, který věděl příliš mnoho, ztvárnil jednu z hlavních postav. V roce 1935 odešel Lorre z Londýna do Hollywoodu, kde účinkoval v sérii detektivek Mr. Motto. Po účinkování v menších produkcích přišly úspěchy v podobě noirového filmu Maltézský sokol (1941) a melodramatu Casablanca (1942), který získal čtyři Oscary, a kde Lorre ztvárnil roli Ugarteho.
Po druhé světové válce zaujal například hlavní rolí v detektivním dramatu The Verdict (1946), kde si zahrál po boku Sydneyho Greenstreeta, svého nejčastějšího "spoluhráče" – potkali se v devíti filmech, včetně Cassablancy. Ztvárnil rovněž roli sluhy Conseile v hollywoodské verneovce Dvacet tisíc mil pod mořem, která byla doceněna až v pozdějších letech jako předzvěst steampunkové estetiky. Sám Lorre režíroval a napsal scénář k artovému německy mluvenému snímku Der Verlorene (1951).
Byl třikrát ženatý. Poprvé se Celií Lovsky (1934-1945), podruhé s Kaaren Verneovou (1945-1950) a nakonec s Anne Marie Brenningovou (1953 – 1964), se kterou měl jedinou dceru Catharine.

## Filmografie
- Die Verschwundene Frau
- M (1931)
- Bomben auf Monte Carlo
- Die Koffer des Herrn O.F.
- Fünf von der Jazzband
- F.P.1 antwortet nicht
- Der Weisse Dämon
- Stupéfiants
- Schuss jim Morgengrauen
- Was Frauen träumen
- Unsichtbare Gegner
- Les Requins du pétrole
- Du haut en bas
- The Man Who Knew Too Much (1934)
- Mad Love (1935)
- Crime and Punishment
- Secret Agent (1936)
- Crack-Up (1936)
- Think Fast, Mr. Moto
- Thank You, Mr.. Moto
- Nancy Steele Is Missing!
- Lancer Spy
- Mr. Moto's Gamble (1938)
- I'll Give a Million
- Mr. Moto Takes a Chance
- Mysterious Mr. Moto
- Mr. Moto 's Last Warning
- Danger Island (1939)
- Mr. Moto Takes a Vacation
- Strange Cargo (1940)
- I Was an Adventuress
- Stranger on the Third Floor (1940)
- You'll Find Out
- The Eternal Jew (archive footage) (1940)
- Island of Doomed Men (1940)
- Mr. District Attorney (1941)
- The Face Behind the Mask
- They Met in Bombay
- The Maltese Falcon
- All Through the Night
- Invisible Agent
- The Boogie Man Will Get You
- Casablanca
- The Constant Nymph
- Background to Danger
- The Cross of Lorraine
- Passage to Marseille (1944)
- The Mask of Dimitrios
- Arsenic and Old Lace
- The Conspirators
- Hollywood Canteen (1944)
- Confidential Agent
- Hotel Berlin
- Three Strangers
- Black Angel
- The Chase (1946)
- The Verdict
- The Beast with Five Fingers
- My Favorite Brunette
- Casbah
- Rope of Sand
- Quicksand (1950)
- Double Confession
- Der Verlorene (také režie)
- Beat the Devil (1953)
- Casino Royale 1954 television episode of Climax!
- 20,000 Leagues Under the Sea
- Around the World in Eighty Days (1956)
- Meet Me in Las Vegas
- Congo Crossing
- Silk Stockings
- The Story of Mankind
- Hell Ship Mutiny
- The Sad Sack
- The Buster Keaton Story
- The Big Circus
- Scent of Mystery (1960)
- Man from the South (1960)
- Voyage to the Bottom of the Sea
- Five Weeks in a Balloon
- The Raven (1963)
- The Comedy of Terrors
- Muscle Beach Party
- The Patsy